# Meow the Jewels
Meow the Jewels è il primo album di remix del duo hip hop Run the Jewels, formato dai rapper Killer Mike ed El-P. L'album è pubblicato il 25 settembre del 2015 ed è distribuito da Mass Appeal e da RED. L'album è un remix di Run the Jewels 2, in cui tutte le strumentali sono sostituite con suoni di gatti.
Metacritic dà all'album una valutazione di 74/100 basata su 6 recensioni.
| Recensione        | Giudizio   |
| ----------------- | ---------- |
| AllMusic          | [ 2 ]      |
| Los Angeles Times | favorevole |
| PopMatters        | 7/10       |
| Pitchfork         | 😻         |
| RapReviews.com    | 6.5/10     |

## Tracce
1. Meowpurrdy (El-P Remix) (featuring Snoop Dogg, Lil Bub, Maceo and Delonte) – 3:47 (musica: El-P, Little Shalimar)
2. Oh My Darling Don't Meow (Just Blaze Remix) – 3:47 (musica: Just Blaze, El-P, Little Shalimar, Wilder Zoby)
3. Pawfluffer Night (Zola Jesus Remix) – 2:43 (musica: Zola Jesus, El-P)
4. Close Your Eyes and Meow to Fluff (Geoff Barrow Remix) – 3:50 (musica: Geoff Barrow, El-P)
5. All Meow Life (Nick Hook Remix) – 3:08 (musica: Nick Hook, El-P, Little Shalimar)
6. Lie, Cheat, Meow (Prince Paul Remix) – 3:17 (musica: Prince Paul, El-P, Little Shalimar)
7. Meowrly (Boots Remix) – 3:35 (musica: Boots, El-P, Little Shalimarref)
8. Paw Due Respect (Blood Diamonds Remix) – 3:11 (musica: Blood Diamonds, El-P, Little Shalimarref, Wilder Zobyref)
9. Snug Again (Little Shalimar Remix) (featuring Gangsta Boo) – 3:57 (musica: Little Shalimar, El-P)
10. Creown (The Alchemist Remix) – 2:45 (musica: The Alchemist, El-P, Little Shalimar)
11. Angelsnuggler (Dan the Automator Remix) – 3:54 (musica: Dan the Automator, El-P, Little Shalimarref)
12. Creown (3D Remix) – 4:07 (musica: 3D, El-P)

Durata totale: 42:01